# Robert Ier (roi de Naples)
Pour les articles homonymes, voir Robert Ier.
 (mai 2010).
Si vous disposez d'ouvrages ou d'articles de référence ou si vous connaissez des sites web de qualité traitant du thème abordé ici, merci de compléter l'article en donnant les références utiles à sa vérifiabilité et en les liant à la section « Notes et références ».
Robert Ier de Naples, à l'origine Robert d'Anjou, né en 1277 à Santa Maria Capua Vetere (actuelle province de Caserte, en Campanie) et mort le 20 janvier 1343 à Naples, fils du roi Charles II de Naples, de la maison d'Anjou-Sicile, est roi de Naples et comte de Provence de 1309 à 1343.
Arrivé sur le trône par usurpation au détriment d'un neveu (futur roi de Hongrie), il a un règne considéré dans l'ensemble comme positif. Il ne réussit cependant pas à reprendre le contrôle du royaume de Sicile, que son grand-père Charles Ier d'Anjou détenait tout comme le royaume de Naples.

## Biographie

### Origines familiales
Son père, Charles II d'Anjou (1254-1309), est roi de Naples de 1285 à 1309, succédant à son père Charles Ier d'Anjou (frère de Louis IX), premier roi de Naples (et roi de Sicile)  de la maison d'Anjou-Sicile. Charles II n'a pas hérité de la Sicile, échue au roi d'Aragon Pierre III (Pierre Ier de Sicile).
Sa mère, Marie de Hongrie (1257-1323), est la fille du roi de Hongrie Étienne V (1237-1272).
Robert, titré duc de Calabre, a plusieurs frères, dont deux sont nés avant lui : 
- Charles Martel (1271-1295), qui meurt prématurément en laissant un fils Charles Robert (1288-1382), dit « Charobert » ;
- Louis (1274-1297), par la suite évêque de Toulouse et canonisé en 1317 (Saint Louis d'Anjou) ;
- Philippe (1278-1331), prince de Tarente ;
- etc.[2].

En 1297, il épouse Yolande d'Aragon, qui meurt en 1302, lui ayant donné deux fils.

### Carrière initiale
Il est envoyé avec son frère en Sicile auprès de Jacques II, fils et successeur de Pierre III, afin de combattre contre Frédéric, autre fils de Pierre III, qui a usurpé le trône en 1295. Il remporte quelques succès, mais Philippe de Tarente ayant été battu, il renonce et négocie la paix (1302). 
En 1304, il épouse Sancia de Majorque (1285-1345), fille du roi de Majorque Jacques II (1243-1311).
Il soutient ensuite les guelfes de Florence contre les gibelins en 1306.

### Roi de Naples

#### Usurpation de 1309
À la mort de son père en 1309, il se fait couronner roi de Naples, au détriment de son neveu Charles Robert (par la suite roi de Hongrie). Devenu roi de Naples, il devient aussi comte de Provence, fief qui à l'époque relève du Saint-Empire.
Cette usurpation est à l'origine de la brouille entre Jeanne Ire de Naples et son mari André de Hongrie[pas clair]. 
Son couronnement est possible grâce à l'abdication de ses deux frères ainés, Louis d'Anjou, entré dans l'ordre franciscain, Charles Martel mort en 1295.

#### Un prince puissant en Italie
Robert est le prince le plus puissant d'Italie[réf. nécessaire] et le pape le nomme vicaire pontifical. 
En 1318, il libère Gênes assiégée par Marco Visconti, seigneurs de Milan, et d'autres seigneurs gibelins. 
En 1333, par l'intermédiaire du Franciscain Ruggero Garini, Robert et son épouse négocient avec le sultan d'Égypte l'achat du Cénacle de Jérusalem et du droit de célébrer certains rites[pas clair] au Saint-Sépulcre. 
En 1338, il lance une nouvelle expédition pour reconquérir le royaume de Sicile, sans succès. C'est sa dernière tentative. 

#### Un grand règne
Son long règne est une période de paix et de prospérité pour le royaume de Naples. Robert gouverne son royaume de façon habile et ferme.[réf. nécessaire]
Réputé pour son amour des lettres, il attire à la cour de Naples des poètes, des lettrés et des artistes, tels que Pétrarque, Giotto, Judah ben Moses Romano et Simone Martini. 

### Mort et funérailles
Il est inhumé dans un monument funéraire commandé par sa femme et sculpté par les frères Bertini dans la basilique Santa Chiara de Naples. Il s'agit d'un tombeau grandiose de style gothique.

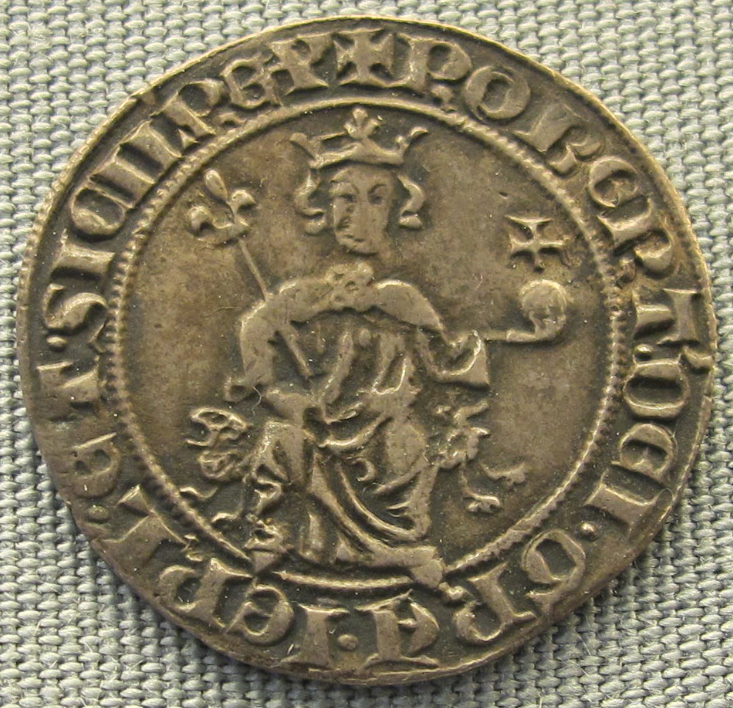
Gigliato de Robert d'Anjou.
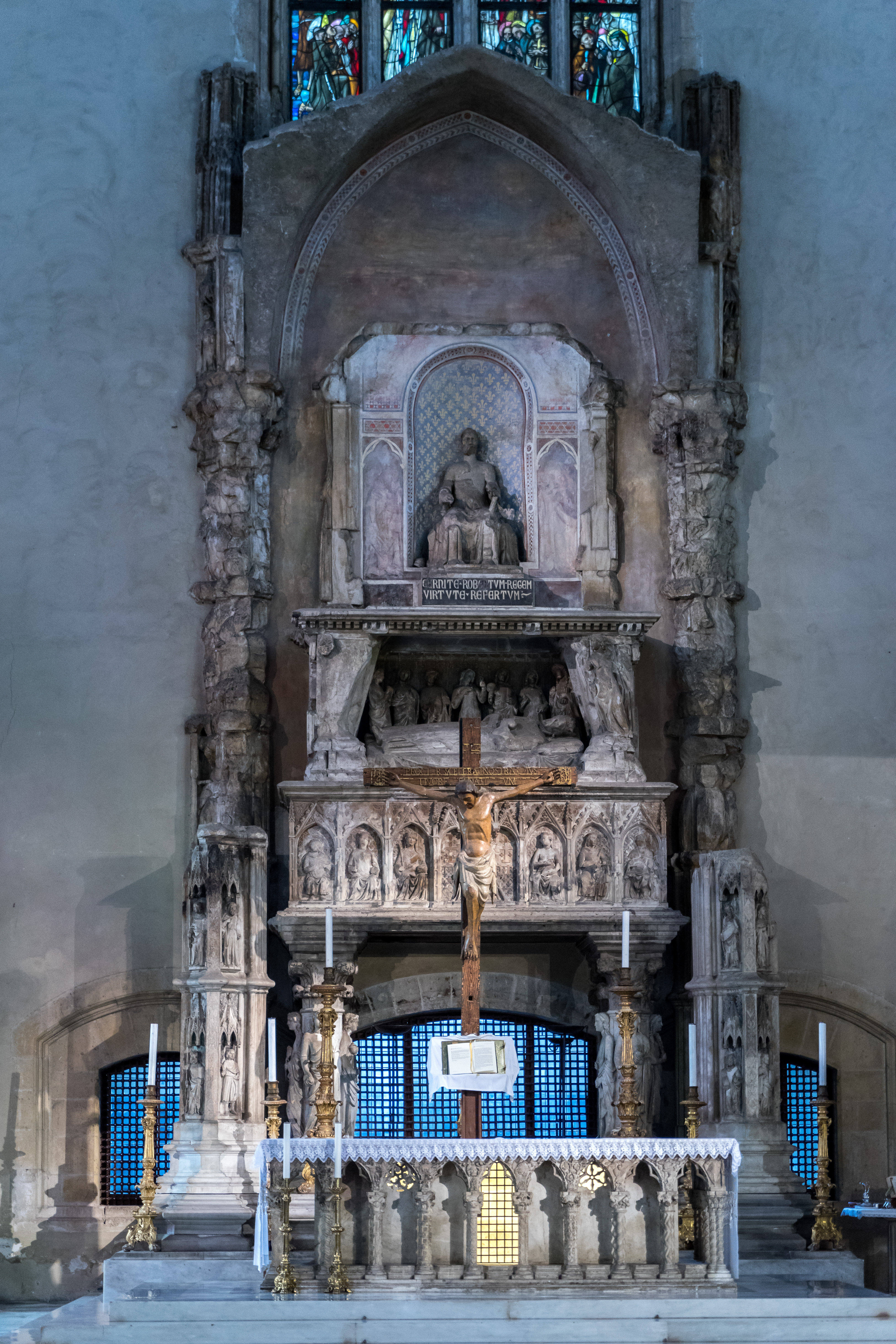
Tombeau de Robert d'Anjou à Santa Chiara de Naples, chef-d'œuvre de l'art gothique.
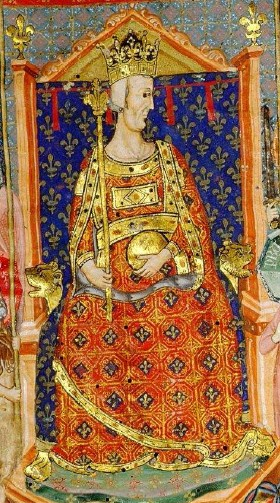
Robert d'Anjou, miniature d'une Bible de 1340.

## Mariages et descendance
Le 23 mars 1297, il épouse à Rome Yolande d'Aragon (1273-1302), fille du roi d'Aragon Pierre III et de Constance de Hohenstaufen (1248-1302), qui lui donne deux fils :
- Charles (1298-1328), duc de Calabre ;
- Louis (1301-1310).

Le 21 juin 1304, il épouse en secondes noces Sancia de Majorque (1285-1345), fille de Jacques II d'Aragon, roi de Majorque et d'Esclarmonde de Foix. Ce mariage reste sans descendance.